# Eduard Maria Oettinger

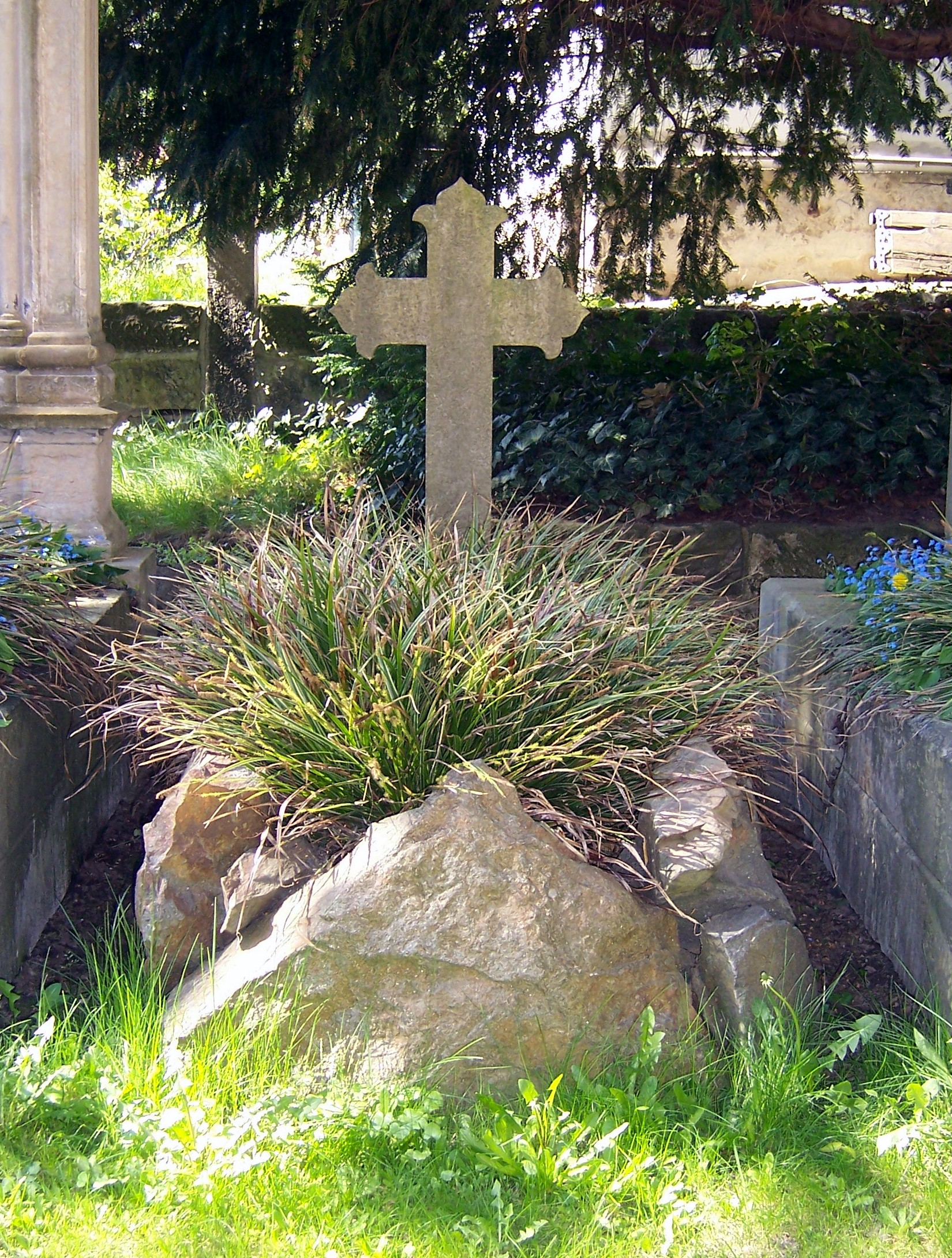
Eduard Maria Oettingers grav.

Eduard Maria Oettinger, född den 19 november 1808 i Breslau, död den 26 juni 1872 i Blasewitz, var en tysk skriftställare.
Oettinger, som hade judiska föräldrar, övergick till katolicismen och utgav från 1829 i Berlin, München, Hamburg, Leipzig och Dresden åtskilliga satiriska skämttidningar, som ådrog honom censur och utvisningar. Han var en litterär masstillverkare med esprit och sinne för det nyfikenhetsretande. Till hans mest kända alster hör diktsamlingen Buch der Liebe (1832; 5:e upplagan 1859), romanen Der Ring des Nostradamus (1838; 4:e upplagan 1872; svensk översättning "Nostradami ring", 1843, 3:e upplagan 1879), Geschichte des dänischen Hofs et cetera (1857-59; "Danska hofvet" et cetera, 1857-60) samt de förtjänstfulla arbetena Bibliographie biographique (1850; 2:a upplagan 1854) och Moniteur des dates. Biographisch-genealogisch-historisches Weltregister (6 band, 1866-68; fortsatt av Hugo Schramm-Macdonald, 1873-82).